# Коасво
Коасво (фр. Coisevaux) насеље је и општина у источној Француској у региону Франш-Конте, у департману Горња Саона која припада префектури Лир.
По подацима из 2011. године у општини је живело 340 становника, а густина насељености је износила 81,34 становника/km². Општина се простире на површини од 4,18 km². Налази се на средњој надморској висини од 342 метара (максималној 498 m, а минималној 336 m).

## Демографија
| 1962. | 1968. | 1975. | 1982. | 1990. | 1999. | 2011. |
| ----- | ----- | ----- | ----- | ----- | ----- | ----- |
| 124   | 117   | 123   | 171   | 211   | 249   | 340   |

График промене броја становника у току последњих година